# سون دیویدسن
 سون دیویدسن (انگلیسی: Sven Davidson؛ زاده ۱۳ ژوئیهٔ ۱۹۲۸ درگذشته ۲۸ مهٔ ۲۰۰۸) یک تنیس‌باز اهل سوئد بود.